# 各年のイギリスの一覧
各年のイギリスの一覧（かくねんのイギリスのいちらん）は、イギリスの各年ごとの記事の一覧。この一覧ではイギリスの各年ごとの記事の他、各世紀と各年代、イギリスの各分野における各年ごとの記事についても取り扱う。

## 一覧

### ブリタンニア
1千年紀
1世紀のブリタンニア 2世紀のブリタンニア 3世紀のブリタンニア 4世紀のブリタンニア

### イングランド

イングランドの旗

1千年紀
5世紀のイングランド
6世紀のイングランド 7世紀のイングランド 8世紀のイングランド 9世紀のイングランド 10世紀のイングランド
11世紀
1000年代のイングランド 1010年代のイングランド 1020年代のイングランド 1030年代のイングランド 1040年代のイングランド
1050年代のイングランド 1060年代のイングランド 1070年代のイングランド 1080年代のイングランド 1090年代のイングランド
12世紀
1100年代のイングランド 1110年代のイングランド 1120年代のイングランド 1130年代のイングランド 1140年代のイングランド
1150年代のイングランド 1160年代のイングランド 1170年代のイングランド 1180年代のイングランド 1190年代のイングランド
13世紀
1200年代のイングランド 1210年代のイングランド 1220年代のイングランド 1230年代のイングランド 1240年代のイングランド
1250年代のイングランド 1260年代のイングランド 1270年代のイングランド 1280年代のイングランド 1290年代のイングランド
14世紀
1300年代のイングランド 1310年代のイングランド 1320年代のイングランド 1330年代のイングランド 1340年代のイングランド
1350年代のイングランド 1360年代のイングランド 1370年代のイングランド 1380年代のイングランド 1390年代のイングランド
15世紀
1400年代のイングランド 1410年代のイングランド 1420年代のイングランド 1430年代のイングランド 1440年代のイングランド
1450年代のイングランド 1460年代のイングランド 1470年代のイングランド 1480年代のイングランド 1490年代のイングランド
16世紀
1500年代のイングランド 1510年代のイングランド 1520年代のイングランド 1530年代のイングランド 1540年代のイングランド
1550年代のイングランド 1560年代のイングランド 1570年代のイングランド 1580年代のイングランド 1590年代のイングランド
17世紀
1600年代のイングランド 1610年代のイングランド 1620年代のイングランド 1630年代のイングランド
- 1640年代
  - 1640年のイングランド（英語版） 1641年のイングランド（英語版） 1642年のイングランド（英語版） 1643年のイングランド（英語版） 1644年のイングランド（英語版）
  - 1645年のイングランド（英語版） 1646年のイングランド（英語版） 1647年のイングランド（英語版） 1648年のイングランド（英語版） 1649年のイングランド（英語版）
- 1650年代
  - 1650年のイングランド（英語版） 1651年のイングランド（英語版） 1652年のイングランド（英語版） 1653年のイングランド（英語版） 1654年のイングランド（英語版）
  - 1655年のイングランド（英語版） 1656年のイングランド（英語版） 1657年のイングランド（英語版） 1658年のイングランド（英語版） 1659年のイングランド（英語版）
- 1660年代
  - 1660年のイングランド（英語版） 1661年のイングランド（英語版） 1662年のイングランド（英語版） 1663年のイングランド（英語版） 1664年のイングランド（英語版）
  - 1665年のイングランド（英語版） 1666年のイングランド（英語版） 1667年のイングランド（英語版） 1668年のイングランド（英語版） 1669年のイングランド（英語版）
- 1670年代
  - 1670年のイングランド（英語版） 1671年のイングランド（英語版） 1672年のイングランド（英語版） 1673年のイングランド（英語版） 1674年のイングランド（英語版）
  - 1675年のイングランド（英語版） 1676年のイングランド（英語版） 1677年のイングランド（英語版） 1678年のイングランド（英語版） 1679年のイングランド（英語版）
- 1680年代
  - 1680年のイングランド（英語版） 1681年のイングランド（英語版） 1682年のイングランド（英語版） 1683年のイングランド（英語版） 1684年のイングランド（英語版）
  - 1685年のイングランド（英語版） 1686年のイングランド（英語版） 1687年のイングランド（英語版） 1688年のイングランド（英語版） 1689年のイングランド（英語版）
- 1690年代
  - 1690年のイングランド（英語版） 1691年のイングランド（英語版） 1692年のイングランド（英語版） 1693年のイングランド（英語版） 1694年のイングランド（英語版）
  - 1695年のイングランド（英語版） 1696年のイングランド（英語版） 1697年のイングランド（英語版） 1698年のイングランド（英語版） 1699年のイングランド（英語版）
- 1700年代
  - 1700年のイングランド（英語版）

18世紀
- 1700年代
  - 1701年のイングランド（英語版） 1702年のイングランド（英語版） 1703年のイングランド（英語版） 1704年のイングランド（英語版）
  - 1705年のイングランド（英語版） 1706年のイングランド（英語版） 1707年のイングランド（英語版）

### スコットランド
16世紀以前
- 13世紀
  - 1200年代

スコットランドの旗

    - 1202年のスコットランド（英語版）

  - 1260年代
    - 1265年のスコットランド（英語版） 1266年のスコットランド（英語版）
- 14世紀
  - 1300年代
    - 1305年のスコットランド（英語版） 1306年のスコットランド（英語版） 1307年のスコットランド（英語版） 1308年のスコットランド（英語版） 1309年のスコットランド（英語版）

  - 1310年代
    - 1310年のスコットランド（英語版） 1311年のスコットランド（英語版） 1312年のスコットランド（英語版） 1313年のスコットランド（英語版） 1314年のスコットランド（英語版）

16世紀
- 1500年代
  - 1500年のスコットランド（英語版） 1503年のスコットランド（英語版）
- 1550年代
  - 1550年のスコットランド（英語版）
- 1570年代
  - 1578年のスコットランド（英語版） 1579年のスコットランド（英語版）
- 1580年代のスコットランド（英語版）
  - 1580年のスコットランド（英語版） 1581年のスコットランド（英語版） 1582年のスコットランド（英語版） 1583年のスコットランド（英語版） 1584年のスコットランド（英語版）
  - 1585年のスコットランド（英語版） 1586年のスコットランド（英語版） 1587年のスコットランド（英語版） 1588年のスコットランド（英語版） 1589年のスコットランド（英語版）
- 1590年代のスコットランド（英語版）
  - 1590年のスコットランド（英語版） 1591年のスコットランド（英語版） 1592年のスコットランド（英語版） 1593年のスコットランド（英語版） 1594年のスコットランド（英語版）
  - 1595年のスコットランド（英語版） 1596年のスコットランド（英語版） 1597年のスコットランド（英語版） 1598年のスコットランド（英語版） 1599年のスコットランド（英語版）

17世紀
1620年代のスコットランド
- 1690年代のスコットランド（英語版）
  - 1690年のスコットランド（英語版） 1691年のスコットランド（英語版） 1692年のスコットランド（英語版） 1693年のスコットランド（英語版） 1694年のスコットランド（英語版）
  - 1695年のスコットランド（英語版） 1696年のスコットランド（英語版） 1697年のスコットランド（英語版） 1698年のスコットランド（英語版） 1699年のスコットランド（英語版）
- 1700年代のスコットランド（英語版）
  - 1700年のスコットランド（英語版）

18世紀
- 1700年代
  - 1701年のスコットランド（英語版） 1702年のスコットランド（英語版） 1703年のスコットランド（英語版） 1704年のスコットランド（英語版）
  - 1705年のスコットランド（英語版） 1706年のスコットランド（英語版） 1707年のスコットランド（英語版）

### ウェールズ

ウェールズの旗

1千年紀
9世紀のウェールズ 10世紀のウェールズ
2千年紀
11世紀のウェールズ 12世紀のウェールズ 13世紀のウェールズ 14世紀のウェールズ
15世紀のウェールズ 16世紀のウェールズ 17世紀のウェールズ
18世紀
- 1700年代のウェールズ（英語版） 1710年代のウェールズ（英語版）

### グレートブリテン王国

グレートブリテン王国の国旗

#### 18世紀
- 1700年代
  - 1707年のグレートブリテン王国（英語版） 1708年のグレートブリテン王国（英語版） 1709年のグレートブリテン王国（英語版）
- 1710年代
  - 1710年のグレートブリテン王国（英語版） 1711年のグレートブリテン王国（英語版） 1712年のグレートブリテン王国（英語版） 1713年のグレートブリテン王国（英語版） 1714年のグレートブリテン王国（英語版）
  - 1715年のグレートブリテン王国（英語版） 1716年のグレートブリテン王国（英語版） 1717年のグレートブリテン王国（英語版） 1718年のグレートブリテン王国（英語版） 1719年のグレートブリテン王国（英語版）
- 1720年代
  - 1720年のグレートブリテン王国（英語版） 1721年のグレートブリテン王国（英語版） 1722年のグレートブリテン王国（英語版） 1723年のグレートブリテン王国（英語版） 1724年のグレートブリテン王国（英語版）
  - 1725年のグレートブリテン王国（英語版） 1726年のグレートブリテン王国（英語版） 1727年のグレートブリテン王国（英語版） 1728年のグレートブリテン王国（英語版） 1729年のグレートブリテン王国（英語版）
- 1730年代
  - 1730年のグレートブリテン王国（英語版） 1731年のグレートブリテン王国（英語版） 1732年のグレートブリテン王国（英語版） 1733年のグレートブリテン王国（英語版） 1734年のグレートブリテン王国（英語版）
  - 1735年のグレートブリテン王国（英語版） 1736年のグレートブリテン王国（英語版） 1737年のグレートブリテン王国（英語版） 1738年のグレートブリテン王国（英語版） 1739年のグレートブリテン王国（英語版）
- 1740年代
  - 1740年のグレートブリテン王国（英語版） 1741年のグレートブリテン王国（英語版） 1742年のグレートブリテン王国（英語版） 1743年のグレートブリテン王国（英語版） 1744年のグレートブリテン王国（英語版）
  - 1745年のグレートブリテン王国（英語版） 1746年のグレートブリテン王国（英語版） 1747年のグレートブリテン王国（英語版） 1748年のグレートブリテン王国（英語版） 1749年のグレートブリテン王国（英語版）
- 1750年代
  - 1750年のグレートブリテン王国（英語版） 1751年のグレートブリテン王国（英語版） 1752年のグレートブリテン王国（英語版） 1753年のグレートブリテン王国（英語版） 1754年のグレートブリテン王国（英語版）
  - 1755年のグレートブリテン王国（英語版） 1756年のグレートブリテン王国（英語版） 1757年のグレートブリテン王国（英語版） 1758年のグレートブリテン王国（英語版） 1759年のグレートブリテン王国（英語版）
- 1760年代
  - 1760年のグレートブリテン王国（英語版） 1761年のグレートブリテン王国（英語版） 1762年のグレートブリテン王国（英語版） 1763年のグレートブリテン王国（英語版） 1764年のグレートブリテン王国（英語版）
  - 1765年のグレートブリテン王国（英語版） 1766年のグレートブリテン王国（英語版） 1767年のグレートブリテン王国（英語版） 1768年のグレートブリテン王国（英語版） 1769年のグレートブリテン王国（英語版）
- 1770年代
  - 1770年のグレートブリテン王国（英語版） 1771年のグレートブリテン王国（英語版） 1772年のグレートブリテン王国（英語版） 1773年のグレートブリテン王国（英語版） 1774年のグレートブリテン王国（英語版）
  - 1775年のグレートブリテン王国（英語版） 1776年のグレートブリテン王国（英語版） 1777年のグレートブリテン王国（英語版） 1778年のグレートブリテン王国（英語版） 1779年のグレートブリテン王国（英語版）
- 1780年代
  - 1780年のグレートブリテン王国（英語版） 1781年のグレートブリテン王国（英語版） 1782年のグレートブリテン王国（英語版） 1783年のグレートブリテン王国（英語版） 1784年のグレートブリテン王国（英語版）
  - 1785年のグレートブリテン王国（英語版） 1786年のグレートブリテン王国（英語版） 1787年のグレートブリテン王国（英語版） 1788年のグレートブリテン王国（英語版） 1789年のグレートブリテン王国（英語版）
- 1790年代
  - 1790年のグレートブリテン王国（英語版） 1791年のグレートブリテン王国（英語版） 1792年のグレートブリテン王国（英語版） 1793年のグレートブリテン王国（英語版） 1794年のグレートブリテン王国（英語版）
  - 1795年のグレートブリテン王国（英語版） 1796年のグレートブリテン王国（英語版） 1797年のグレートブリテン王国（英語版） 1798年のグレートブリテン王国（英語版） 1799年のグレートブリテン王国（英語版）
- 1800年代
  - 1800年のグレートブリテン王国（英語版）

### グレートブリテン及びアイルランド連合王国

グレートブリテン及びアイルランド連合王国の国旗

#### 19世紀
- 1800年代
  - 1801年のイギリス（英語版） 1802年のイギリス（英語版） 1803年のイギリス（英語版） 1804年のイギリス（英語版）
  - 1805年のイギリス（英語版） 1806年のイギリス（英語版） 1807年のイギリス（英語版） 1808年のイギリス（英語版） 1809年のイギリス（英語版）
- 1810年代
  - 1810年のイギリス（英語版） 1811年のイギリス（英語版） 1812年のイギリス（英語版） 1813年のイギリス（英語版） 1814年のイギリス（英語版）
  - 1815年のイギリス（英語版） 1816年のイギリス（英語版） 1817年のイギリス（英語版） 1818年のイギリス（英語版） 1819年のイギリス（英語版）
- 1820年代
  - 1820年のイギリス（英語版） 1821年のイギリス（英語版） 1822年のイギリス（英語版） 1823年のイギリス（英語版） 1824年のイギリス（英語版）
  - 1825年のイギリス（英語版） 1826年のイギリス（英語版） 1827年のイギリス（英語版） 1828年のイギリス（英語版） 1829年のイギリス（英語版）
- 1830年代
  - 1830年のイギリス（英語版） 1831年のイギリス（英語版） 1832年のイギリス（英語版） 1833年のイギリス（英語版） 1834年のイギリス（英語版）
  - 1835年のイギリス（英語版） 1836年のイギリス（英語版） 1837年のイギリス（英語版） 1838年のイギリス（英語版） 1839年のイギリス（英語版）
- 1840年代
  - 1840年のイギリス（英語版） 1841年のイギリス（英語版） 1842年のイギリス（英語版） 1843年のイギリス（英語版） 1844年のイギリス（英語版）
  - 1845年のイギリス（英語版） 1846年のイギリス（英語版） 1847年のイギリス（英語版） 1848年のイギリス（英語版） 1849年のイギリス（英語版）
- 1850年代
  - 1850年のイギリス（英語版） 1851年のイギリス（英語版） 1852年のイギリス（英語版） 1853年のイギリス（英語版） 1854年のイギリス（英語版）
  - 1855年のイギリス（英語版） 1856年のイギリス（英語版） 1857年のイギリス（英語版） 1858年のイギリス（英語版） 1859年のイギリス（英語版）
- 1860年代
  - 1860年のイギリス（英語版） 1861年のイギリス（英語版） 1862年のイギリス（英語版） 1863年のイギリス（英語版） 1864年のイギリス（英語版）
  - 1865年のイギリス（英語版） 1866年のイギリス（英語版） 1867年のイギリス（英語版） 1868年のイギリス（英語版） 1869年のイギリス（英語版）
- 1870年代
  - 1870年のイギリス（英語版） 1871年のイギリス（英語版） 1872年のイギリス（英語版） 1873年のイギリス（英語版） 1874年のイギリス（英語版）
  - 1875年のイギリス（英語版） 1876年のイギリス（英語版） 1877年のイギリス（英語版） 1878年のイギリス（英語版） 1879年のイギリス（英語版）
- 1880年代
  - 1880年のイギリス（英語版） 1881年のイギリス（英語版） 1882年のイギリス（英語版） 1883年のイギリス（英語版） 1884年のイギリス（英語版）
  - 1885年のイギリス（英語版） 1886年のイギリス（英語版） 1887年のイギリス（英語版） 1888年のイギリス（英語版） 1889年のイギリス（英語版）
- 1890年代
  - 1890年のイギリス（英語版） 1891年のイギリス（英語版） 1892年のイギリス（英語版） 1893年のイギリス（英語版） 1894年のイギリス（英語版）
  - 1895年のイギリス（英語版） 1896年のイギリス（英語版） 1897年のイギリス（英語版） 1898年のイギリス（英語版） 1899年のイギリス（英語版）
- 1900年代
  - 1900年のイギリス（英語版）

#### 20世紀
- 1900年代
  - 1901年のイギリス（英語版） 1902年のイギリス（英語版） 1903年のイギリス（英語版） 1904年のイギリス（英語版）
  - 1905年のイギリス（英語版） 1906年のイギリス（英語版） 1907年のイギリス（英語版） 1908年のイギリス（英語版） 1909年のイギリス（英語版）
- 1910年代
  - 1910年のイギリス（英語版） 1911年のイギリス（英語版） 1912年のイギリス（英語版） 1913年のイギリス（英語版） 1914年のイギリス（英語版）
  - 1915年のイギリス（英語版） 1916年のイギリス（英語版） 1917年のイギリス（英語版） 1918年のイギリス（英語版） 1919年のイギリス（英語版）
- 1920年代
  - 1920年のイギリス（英語版） 1921年のイギリス（英語版） 1922年のイギリス（英語版） 1923年のイギリス（英語版） 1924年のイギリス（英語版）
  - 1925年のイギリス（英語版） 1926年のイギリス（英語版）

### イギリス

イギリスの国旗

#### 20世紀
- 1920年代
  - 1927年のイギリス（英語版） 1928年のイギリス（英語版） 1929年のイギリス（英語版）
- 1930年代
  - 1930年のイギリス（英語版） 1931年のイギリス（英語版） 1932年のイギリス（英語版） 1933年のイギリス（英語版） 1934年のイギリス（英語版）
  - 1935年のイギリス（英語版） 1936年のイギリス（英語版） 1937年のイギリス（英語版） 1938年のイギリス（英語版） 1939年のイギリス（英語版）
- 1940年代
  - 1940年のイギリス（英語版） 1941年のイギリス（英語版） 1942年のイギリス（英語版） 1943年のイギリス（英語版） 1944年のイギリス（英語版）
  - 1945年のイギリス（英語版） 1946年のイギリス（英語版） 1947年のイギリス（英語版） 1948年のイギリス（英語版） 1949年のイギリス（英語版）
- 1950年代
  - 1950年のイギリス（英語版） 1951年のイギリス（英語版） 1952年のイギリス（英語版） 1953年のイギリス（英語版） 1954年のイギリス（英語版）
  - 1955年のイギリス（英語版） 1956年のイギリス（英語版） 1957年のイギリス（英語版） 1958年のイギリス（英語版） 1959年のイギリス（英語版）
- 1960年代
  - 1960年のイギリス（英語版） 1961年のイギリス（英語版） 1962年のイギリス（英語版） 1963年のイギリス（英語版） 1964年のイギリス（英語版）
  - 1965年のイギリス（英語版） 1966年のイギリス（英語版） 1967年のイギリス（英語版） 1968年のイギリス（英語版） 1969年のイギリス（英語版）
- 1970年代
  - 1970年のイギリス（英語版） 1971年のイギリス（英語版） 1972年のイギリス（英語版） 1973年のイギリス（英語版） 1974年のイギリス（英語版）
  - 1975年のイギリス（英語版） 1976年のイギリス（英語版） 1977年のイギリス（英語版） 1978年のイギリス（英語版） 1979年のイギリス（英語版）
- 1980年代
  - 1980年のイギリス（英語版） 1981年のイギリス（英語版） 1982年のイギリス（英語版） 1983年のイギリス（英語版） 1984年のイギリス（英語版）
  - 1985年のイギリス（英語版） 1986年のイギリス（英語版） 1987年のイギリス（英語版） 1988年のイギリス（英語版） 1989年のイギリス（英語版）
- 1990年代
  - 1990年のイギリス（英語版） 1991年のイギリス（英語版） 1992年のイギリス（英語版） 1993年のイギリス（英語版） 1994年のイギリス（英語版）
  - 1995年のイギリス（英語版） 1996年のイギリス（英語版） 1997年のイギリス（英語版） 1998年のイギリス（英語版） 1999年のイギリス（英語版）
- 2000年代
  - 2000年のイギリス（英語版）

#### 21世紀
- 2000年代
  - 2001年のイギリス（英語版） 2002年のイギリス（英語版） 2003年のイギリス（英語版） 2004年のイギリス（英語版）
  - 2005年のイギリス（英語版） 2006年のイギリス（英語版） 2007年のイギリス（英語版） 2008年のイギリス（英語版） 2009年のイギリス
- 2010年代
  - 2010年のイギリス（英語版） 2011年のイギリス（英語版） 2012年のイギリス（英語版） 2013年のイギリス（英語版） 2014年のイギリス（英語版）
  - 2015年 2016年 2017年 2018年 2019年
- 2020年代 : 2020年 2021年 2022年 2023年 2024年 2025年 2026年 2027年 2028年 2029年

## 文化と芸術

### ラジオ放送
- List of years in British radio（英語版）

### テレビ放送
- List of years in British television（英語版）

### 映画
- List of British films（英語版）